# Lissarca aucklandica
Lissarca aucklandica är en musselart som beskrevs av E.A. Smith 1902. Lissarca aucklandica ingår i släktet Lissarca och familjen Philobryidae. Inga underarter finns listade i Catalogue of Life.